# Stenostomum aromaticum
Stenostomum aromaticum är en måreväxtart som först beskrevs av Cast.-campos och David H. Lorence, och fick sitt nu gällande namn av Attila L. Borhidi. Stenostomum aromaticum ingår i släktet Stenostomum och familjen måreväxter. Inga underarter finns listade i Catalogue of Life.